# Nestor Gabrić
Nestor Gabrić je pjevač iz Srbije, a rodom je Hrvat. Poznat je kao izvođač narodnih pjesama. Najviše je izvodio pjesme iz Srbije, no pjevao je i pjesme iz Bosne (sevdalinke), Srijema i Bačke. Većinom je snimao za zagrebački Jugoton.

## Diskografija
- Zaplakala moja draga/Dve devojke Šumadinke, Jugoton, singlica, 1958. (uz Narodni ansambl Miće Vojnovića)
- Kosio sam seno dole kraj Morave/Igra kolo kraj Nišave, Jugoton, singlica, 1958. (uz narodni trio Miće Vojnovića)
- Na izvoru pokraj vode hladne/Na Moravi vodenica stara, Jugoton, singlica, 1958. (uz narodni trio Miće Vojnovića)
- Uželeh se, majko, Beograda/Skoro će jesen, svi se momci žene, Jugoton, singlica, 1959.
- Duni tihi vetre sa Avale jače/Bašto moja, puna li si cveća, Jugoton, singlica, 1961.
- Niz polje idu, babo, sejmeni/Bosno moja, divna, mila, Jugoton, singlica, 1959.
- Kada moja mladost prođe, Jugoton, EP, 1961.
- Kafu mi draga ispeci, Jugoton, EP, 1961.   (uz narodni trio Dragana Aleksića)
- Zarasle su staze moje, Jugoton, EP, 1961. (uz narodni kvartet braće Ilić)
- Kraj Morave na obali, Jugoton, EP, 1962.  (uz narodni kvartet braće Ilić)
- Sokaci su zavejani snegom, Jugoton, EP, 1962.   (uz narodni trio Dragana Aleksića)
- Sliku tvoju nosim na grudima, Jugoton, EP, 1966. (uz narodni ansambl Antuša Gabrića)
- Momačke večeri, Jugoton, EP, 1962.
- Divan je kićeni Srijem, Jugoton, EP, 1963.
- Gledala čobanka, Jugoton, EP, 1963.
- Tek što mi je grožđe zarudelo/Uvek tužan, Jugoton, singlica, 1963.
- Kad ja pođoh na daleko, Jugoton, EP, 1964.
- Razbolje se lijepa Zakira/Djaurko mila, Jugoton, singlica, 1963.
- Tamo kraj Šumadije, Jugoton, EP, 1966.
- Sliku tvoju nosim na grudima, Jugoton, EP, 1966.
- Ko je tome kriv, Diskos, EP, 1968.
- Četiri konja debela, Jugoton, 1968.
- Divan je kićeni Srijem, Jugoton, album, 1972.
- Nestor Gabrić, Jugoton, album, 1972.
- Pevam Vojvodini, Nestor Gabrić i Tamburaški orkestar RTV Novi Sad pod upravom Janike Balaža, Vojvodina koncert, 1983.
- Zarasle su staze moje - nezaboravni hitovi, Jugoton, album, 1988.
- Zlatna kolekcija